# Phytoecia modesta
Phytoecia modesta är en skalbaggsart som först beskrevs av Joseph Waltl 1838.  Phytoecia modesta ingår i släktet Phytoecia och familjen långhorningar. Inga underarter finns listade i Catalogue of Life.